# Muscari olivetorum
Muscari olivetorum är en sparrisväxtart som beskrevs av Blanca, Ruíz Rejón och Suár.-sant. Muscari olivetorum ingår i släktet pärlhyacinter, och familjen sparrisväxter. Inga underarter finns listade i Catalogue of Life.